# Ikoma Kazumasa
Ikoma Kazumasa (生駒 一正?; 1555 – 11 maggio 1610) fu un daimyō giapponese dei periodi Sengoku ed Edo del clan Ikoma, servitore in ordine dei clan Oda, Toyotomi e infine Tokugawa.

## Biografia
Kazumasa fu il figlio maggiore di Ikoma Chikamasa. Combatté con distinzione sotto Oda Nobunaga, e poi in Corea con le forze di Toyotomi Hideyoshi. Si schierò con i Tokugawa nella battaglia di Sekigahara dove guidò circa 1800 uomini, mentre suo padre si schierò con le forze di Ishida Mitsunari; di conseguenza il feudo della famiglia Ikoma fu salvato e incrementato a 170.000 koku. Suo padre gli cedette la guida del clan nel 1600. Fu allora che la capitale del feudo fu spostata dal castello di Marugame al castello di Takamatsu.
Dopo la morte di Kazumasa nel 1610, suo figlio Ikoma Masatoshi gli succedette.